# Monday James
Monday James (n. Lagos, Nigeria, 19 de octubre de 1986) es un futbolista nigeriano. Jugaba de defensa y actualmente milita en el Hammarby de la Superettan de Suecia.
Ha sido seleccionado nigeriano en la sub-20, con el cual disputó la Copa Mundial de Fútbol Juvenil de 2005 en Holanda, en la sub-23 donde formó parte del equipo que jugó el torneo de fútbol de los Juegos Olímpicos de Pekín 2008 en China y en la adulta, donde actualmente participa y con el cual, ha jugado solo un partido y también anotó 1 gol.

## Clubes
| Club             | País    | Año           |
| ---------------- | ------- | ------------- |
| Bendel Insurance | Nigeria | 2002-2005     |
| Bayelsa United   | Nigeria | 2006-2008     |
| Hammarby IF      | Suecia  | 2009-presente |